# Кренцель, Крейг
Крейг Кренцель (англ. Craig Krenzel, родился в 1981 году) — профессиональный игрок в американский футбол, на позиции квотербека. Дебютировал в Национальной футбольной лиге в 2004 году. Выступал за команду «Чикаго Беарз».

## Статистика
Зав = Завершённые пасы; Поп = Попыток; %Зав = Процент завершённых пасов; Я/П = Ярдов за одну попытку; ТД-п = Тачдаун-пасов; Пер = Перехватов; ТД = Тачдаунов.
| Год   | Команда      | Игр | Пасы | Пасы | Пасы | Пасы  | Пасы | Пасы | Пасы | Выносы | Выносы | Выносы |
| Год   | Команда      | Игр | Зав  | Поп  | %Зав | Ярдов | Я/П  | ТД-п | Пер  | Поп    | Ярдов  | ТД     |
| ----- | ------------ | --- | ---- | ---- | ---- | ----- | ---- | ---- | ---- | ------ | ------ | ------ |
| 2004  | Чикаго Беарз | 6   | 59   | 127  | 46.5 | 718   | 5.7  | 3    | 6    | 18     | 41     | 0      |
| Всего | Всего        | 6   | 59   | 127  | 46.5 | 718   | 5.7  | 3    | 6    | 18     | 41     | 0      |